# Microchthonius dernisi
Espèce
Microchthonius dernisi est une espèce de pseudoscorpions de la famille des Chthoniidae.

## Distribution
Cette espèce est endémique de Croatie. Elle se rencontre dans la grotte Škarin Samograd à Mirlović Zagora.

## Description
La femelle holotype mesure 1,45 mm.

## Étymologie
Son nom d'espèce lui a été donné en référence au lieu de sa découverte, Drniš.

## Publication originale
- Ćurčić, Makarov, Ćurčić, Rađa, Tomić & Ilić, 2012 : A new rare representative of Microchthonius Hadži (Chthoniidae, Pseudoscorpiones) from Dalmatia, Croatia. Acta Zoologica Bulgarica, vol. 64, no 3, p. 229-234.